# Grace and Frankie
Grace and Frankie ist eine US-amerikanische Comedy-Fernsehserie, deren erste Staffel 2015 vom Video-on-Demand-Anbieter Netflix veröffentlicht wurde. Die Serie wurde von Marta Kauffman und Howard J. Morris entwickelt. Die Titelrollen spielen Jane Fonda und Lily Tomlin. Die 7. und letzte Staffel hatte im August 2021 Premiere.

## Handlung
Bei einem gemeinsamen Essen eröffnen Robert und Sol, die langjährigen Ehegatten von Grace und Frankie, dass sie seit zwanzig Jahren nicht nur eine Anwaltskanzlei, sondern auch eine gleichgeschlechtliche Liebesbeziehung miteinander führen. Beide Männer wollen ihren Ruhestand miteinander genießen, heiraten und sich deswegen von ihren Frauen scheiden lassen. Für die Protagonistinnen kommt das Liebesgeständnis höchst überraschend. Widerwillig ziehen Grace und Frankie gemeinsam in das ihnen überlassene Strandhaus in La Jolla, Kalifornien. Es entsteht eine turbulente und dennoch herzliche Freundschaft zwischen den beiden Damen, die unterschiedlicher nicht sein könnten. Grace ist eine selbstbewusste Geschäftsfrau. Frankie liebt Esoterik und lässt die Flowerpower-Zeit nicht hinter sich.

## Besetzung und Synchronisation

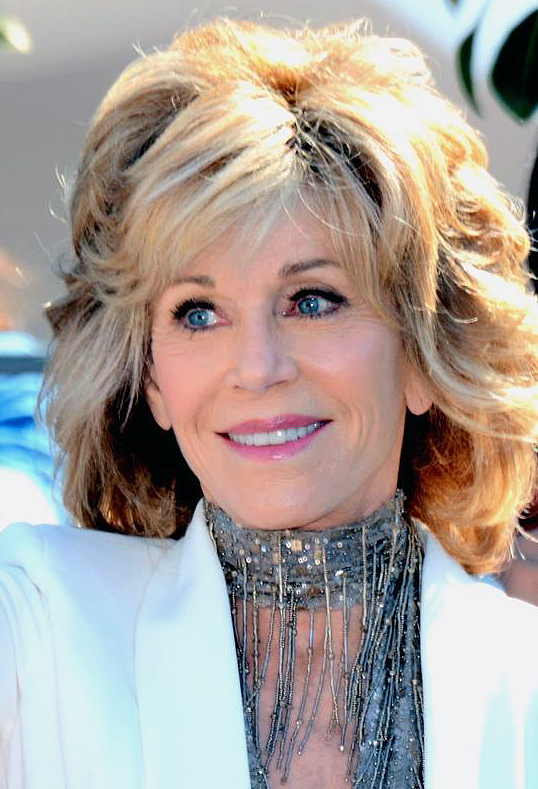
Jane Fonda spielt die Rolle der Grace
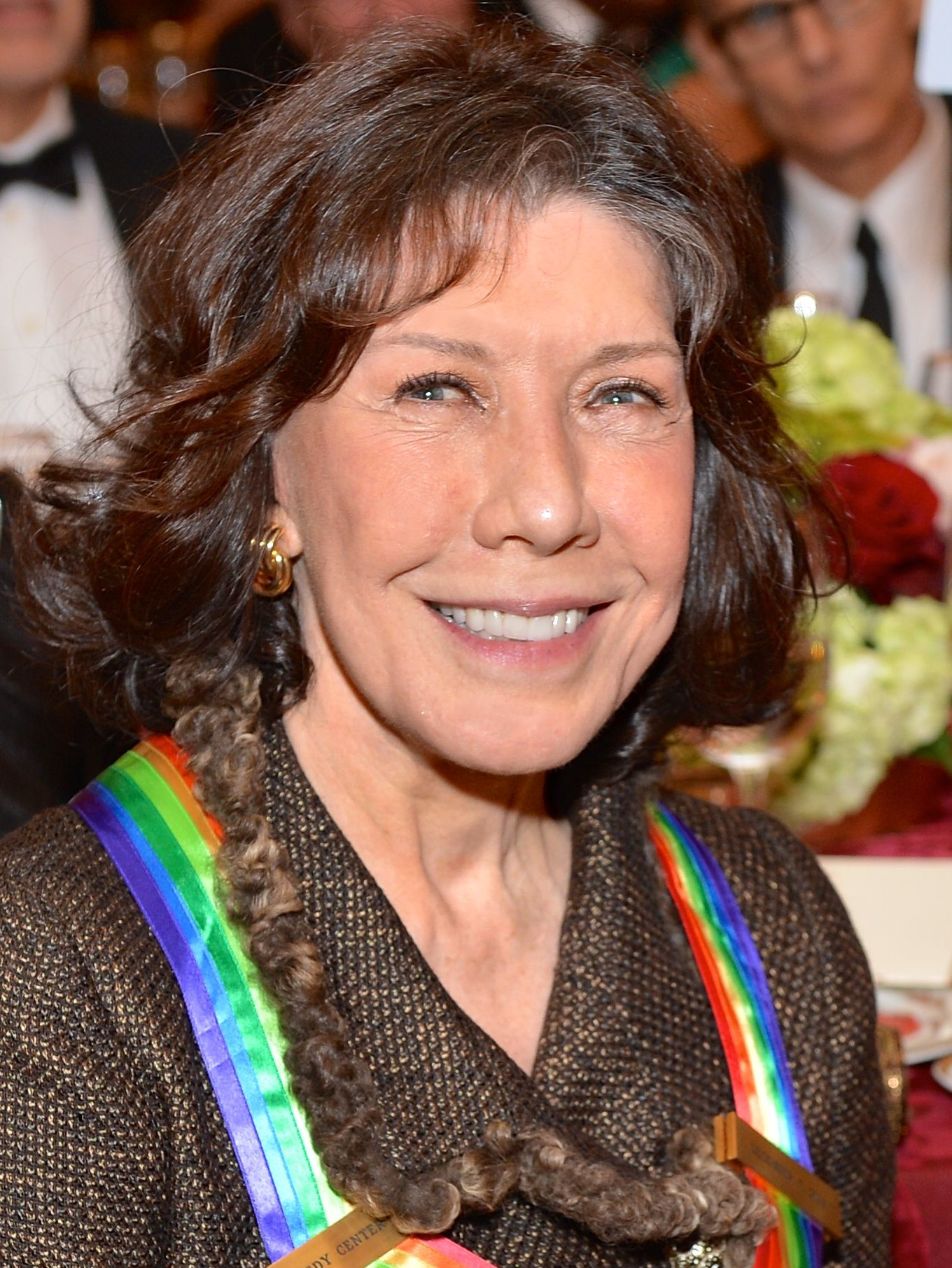
Lily Tomlin spielt die Rolle von Frankie

Die deutsche Synchronisation der Serie erfolgt bei der Hamburger Synchron GmbH nach Dialogbüchern von Christine Pappert, Ulrich Georg, Ilya Welter und Sygun Liewald unter Dialogregie von Pappert und Elena Wilms, die Liedertexte werden von Susanne Sternberg verfasst.

### Hauptrollen
| Rollenname                                | Schauspieler          | Hauptrolle (Folgen) | Nebenrolle (Folgen) | Synchronsprecher                                                   |
| ----------------------------------------- | --------------------- | ------------------- | --- | ------------------------------------------------------------------ |
| Grace Pauline Hanson, geb. Purcell        | Jane Fonda            | 1.01–7.16           | | Anne Moll                                                          |
| Frances „Frankie“ Bergstein, geb. Mengela | Lily Tomlin           | 1.01–7.16           | | Angela Stresemann                                                  |
| Sol Bergstein–Hanson                      | Sam Waterston         | 1.01–7.16           | | Achim Schülke                                                      |
| Robert Bergstein–Hanson                   | Martin Sheen          | 1.01–7.16           | | Eberhard Haar (Staffel 1 bis Staffel 6) Erik Schäffler (Staffel 7) |
| Mallory Hanson                            | Brooklyn Decker       |                     | 1.01–7.16 | Elena Wilms                                                        |
| Brianna Hanson                            | June Diane Raphael    |                     | 1.01–7.16 | Susanne Sternberg                                                  |
| Coyote Bergstein                          | Ethan Embry           |                     | 1.01–7.16 | Robin Brosch                                                       |
| Nwabudike „Bud“ Bergstein                 | Baron Vaughn          |                     | 1.01–7.16 | Tobias Schmidt                                                     |
| Jacob                                     | Ernie Hudson          |                     | 1.08–1.09, 2.03, 2.06–2.07, 2.11, 3.01–3.02, 3.05, 3.09, 3.12–4.02, 4.09, 6.08–6.09                                                                      | Wolf Frass                                                         |
| Barry                                     | Peter Cambor          |                     | 1.09, 1.11, 2.06, 3.01–3.02, 3.09, 4.01–4.03, 4.06, 4.10–4.12, 5.04, 5.08, 5.11–6.02, 6.06–6.08, 6.11, 6.13, 7.02–7.03, 7.05–7.06, 7.10, 7.12, 7.14–7.16 |                                                                    |
| Adam                                      | Michael Charles Roman |                     | 1.09, 2.03, 2.06, 2.08, 2.10, 3.02, 4.03, 4.10, 5.03–5.04, 6.05, 6.07, 6.13–7.01, 7.08, 7.12, 7.15–7.16                                                  | Tim Kreuer                                                         |
| Peter                                     | Tim Bagley            |                     | 1.11–1.12, 2.09, 3.03–3.04, 3.11–3.13, 4.03, 4.06, 4.11–5.04, 5.08–5.09, 5.11–5.12, 6.01, 6.10, 6.12–6.13, 7.02, 7.06, 7.08, 7.10, 7.14–7.16             | Ingo Abel                                                          |
| Arlene                                    | Marsha Mason          |                     | 2.05, 3.03, 4.05, 4.07, 4.11, 4.13, 5.09, 7.07 |                                                                    |
| Allison Giampietro-Smikowitz              | Lindsey Kraft         |                     | 3.01, 3.06, 3.10, 3.12, 4.01–4.02, 4.05–4.06, 4.08–4.09, 5.07, 5.09, 5.12, 6.01, 6.05, 6.07, 6.09, 6.12, 7.03–7.04, 7.07, 7.09, 7.11–7.13, 7.15–7.16     | Merete Brettschneider                                              |
| Joan-Margaret                             | Millicent Martin      |                     | 3.08, 4.09, 5.03–5.04, 5.09, 5.11–5.12, 6.02, 6.04, 6.06, 6.10–6.11, 6.13, 7.02, 7.04, 7.07, 7.12, 7.14–7.16                                             | Marianne Bernhardt                                                 |
| Nick Skolka                               | Peter Gallagher       |                     | 3.11, 3.13, 4.04, 4.07, 4.09, 4.13, 5.05, 5.07–5.08, 5.11–5.12, 6.01–6.03, 6.05, 6.08, 6.12–6.13, 7.02, 7.04–7.07, 7.13                                  |                                                                    |

### Gastrollen
| Rollenname        | Schauspieler        | Nebenrolle (Folgen)                                      | Synchronsprecher   |
| ----------------- | ------------------- | -------------------------------------------------------- | ------------------ |
| Mitch             | Geoff Stults        | 1.02, 1.06, 1.10, 3.09                                   |                    |
| Lydia Foster      | Christine Lahti     | 1.04                                                     | Marion von Stengel |
| Byron             | Timothy V. Murphy   | 1.04, 1.06, 1.11                                         |                    |
| Guy               | Craig T. Nelson     | 1.07–1.09, 1.11, 1.13                                    | Jürgen Holdorf     |
| Erica             | Brittany Ishibashi  | 1.09, 2.08, 2.10, 4.07, 6.06, 7.06, 7.12                 |                    |
| Stephen           | Todd Grinnell       | 1.09, 2.08, 2.10                                         |                    |
| Jeff              | Michael Gross       | 1.11–1.12, 5.02, 5.09                                    |                    |
| Madison           | Willa Miel Pogue    | 2.03, 2.12, 5.09, 5.12                                   |                    |
| Macklin           | Hudson West         | 2.03, 5.09, 5.12                                         |                    |
| Jean              | Conchata Ferrell    | 2.03                                                     | Regina Lemnitz     |
| Phil Milstein †   | Sam Elliott         | 2.04, 2.08–2.10                                          | Bernd Stephan      |
| Billie            | Briana Venskus      | 2.06, 2.11                                               |                    |
| Babe †            | Estelle Parsons     | 2.11–2.12, 5.06                                          |                    |
| Paul              | Jack Plotnick       | 3.04, 3.11–3.13, 4.06, 4.12, 5.08, 7.08                  |                    |
| Mrs. Hanson †     | Lois Smith          | 3.05–3.06                                                | Antje Roosch       |
| Ryan              | Damon Dayoub        | 3.05, 3.08                                               |                    |
| Steve Clarrington | Roger Bart          | 3.11–3.13                                                |                    |
| Sheree            | Lisa Kudrow         | 4.01–4.03                                                | Katrin Decker      |
| Oliver            | Scott Evans         | 4.04–4.05, 4.08, 5.04–5.05, 5.07–5.08, 5.11              |                    |
| Teddie            | Talia Shire         | 4.05–4.06                                                |                    |
| Rebecca           | Lorraine Toussaint  | 4.10                                                     |                    |
| Sally             | Mindy Sterling      | 4.10                                                     |                    |
| Roy               | Mark Deklin         | 4.11–5.01                                                |                    |
| Benjamin Le Day   | RuPaul              | 5.01–5.02                                                |                    |
| Kareena G         | Nicole Richie       | 5.02                                                     |                    |
| Leo               | Paul Michael Glaser | 5.06, 5.08                                               |                    |
| Howard Jay        | Ed Asner            | 5.09, 7.04                                               |                    |
| Dan Penbraith     | Josh Cooke          | 5.09, 5.12, 6.08, 7.08                                   |                    |
| Jack              | George Hamilton     | 5.13                                                     |                    |
| sich selbst       | Engelbert           | 6.01                                                     |                    |
| Miriam            | Mary Steenburgen    | 6.02                                                     |                    |
| Jack              | Michael McKean      | 6.03, 6.06–6.09, 7.09                                    |                    |
| Dr. Rogers        | Elliott Gould       | 6.04                                                     |                    |
| Jessica           | Christine Woods     | 6.04, 6.07, 6.11, 7.03–7.04, 7.07, 7.09, 7.11, 7.15–7.16 |                    |
| Agent Karen       | Cora Vander Broek   | 6.13–7.02, 7.06                                          |                    |
| Agnes             | Dolly Parton        | 7.16                                                     |                    |

## Nominierungen
2016 wurde Lily Tomlin (Frankie) für den Golden Globe in der Kategorie Beste Serien-Hauptdarstellerin – Komödie oder Musical nominiert. Beim Primetime Emmy Award wurde sie vier Jahre in Folge 2015 bis 2018 als beste Hauptdarstellerin in einer Comedy-Serie nominiert.

## Produktion
Im März 2014 beschloss Netflix die Produktion einer 13-Episoden-Staffel mit Jane Fonda und Lily Tomlin in den Titelrollen. Neben den Serienerfindern Marta Kauffman und Howard J. Morris sind auch Fonda, Tomlin, Paula Weinstein, Tate Taylor, Dana Goldberg, David Ellison and Marcy Ross als Executive Producer am Format beteiligt. Die Dreharbeiten zur ersten Staffel begannen im August 2014 in Los Angeles und endeten im November.
Das Casting zur Serie begann im Juni 2014. Zuerst sagte Martin Sheen zu, die Rolle von Robert, den Ehemann von Grace, zu übernehmen. Später wurde Sam Waterston als Sol gecastet. Danach folgten die Rollenzusagen der anderen Darsteller.
Im Mai 2015 genehmigte Netflix eine zweite Staffel des Formats mit Veröffentlichungstermin im Jahr 2016; noch vor Veröffentlichung von Staffel 2 verlängerte der Anbieter die Serie im Dezember 2015 für eine dritte Staffel, die am 24. März 2017 anlief. Am 19. Januar 2018 wurde von Netflix die 4. Staffel veröffentlicht.
Drei Tage vor Veröffentlichung der fünften Staffel wurde die Serie im Januar 2019 bereits für eine sechste Staffel verlängert. Im September 2019 folgte schließlich die Bestellung einer siebten Staffel mit 16 anstatt der üblichen 13 Folgen, mit der die Serie dann enden wird. Die Produktion der siebten und letzten Staffel wurde aufgrund der Covid-19-Pandemie unterbrochen und konnte erst im Januar 2021 aufgenommen werden. Dies hat zur Folge, dass der Staffelstart nicht wie in den Staffeln zuvor im Januar begann, sondern erst später startet.